# Metalloproteasi
Le metalloproteasi (o metalloproteinasi) costituiscono una famiglia di enzimi del gruppo delle proteasi, classificate in base alla natura dei più importanti gruppi funzionali nel loro sito attivo. Questi sono enzimi proteolitici il cui meccanismo catalitico richiede la presenza di ioni metallici come cofattori. La maggior parte sono metalloproteasi zinco-dipendenti, ma alcune usano cobalto. Lo ione metallico è coordinato alla proteina attraverso tre ligandi. I ligandi che coordinano lo ione metallico possono variare tra istidina, glutammato, aspartato, lisina e arginina. La quarta posizione di coordinazione è occupata labilmente da una molecola d'acqua.
Le metalloproteasi possono essere suddivise in due sottogruppi:
- Ad attività esopeptidasica: Metalloesopeptidasi, numero EC 3.4.17[1]

- Ad attività endopeptidasica: Metalloendopeptidasi, numero EC 3.4.24[2]

Il trattamento con agenti chelanti come l'EDTA porta alla completa inattivazione. L'EDTA è un chelante che lega fortemente lo zinco, che è essenziale per l'attività. 
Le metallo-proteine governano la penetrazione delle cellule tumorali nei tessuti e nei vasi e sono inibite in vitro dal gallato di epigallocatechina, curcumina, quercetina, resveratrolo, genisteina, vitamina C, vitamina E.

## Metalloproteasi della matrice
Le metalloproteinasi della matrice o MMP sono enzimi che necessitano di ioni zinco come cofattore e possono alterare le proprietà della lamina basale. Le MMP degradano localmente la matrice extracellulare permettendo alle cellule di passarvi attraverso. Questo meccanismo è importante per cellule quali i leucociti per invadere i tessuti danneggiati dai processi infiammatori. Le MMP sono anche coinvolte nei processi d'invasione patologici (metastasi tumorali). MMP2 e MMP9 ad esempio, sono coinvolte nella scissione del collagene di tipo IV e della lamina nella membrana basale; esse generano nuovi siti di legame per recettori di cellule tumorali che stimolano la migrazione.